# Castellanethes sanfilippoi
Castellanethes sanfilippoi là một loài chân đều trong họ Trichoniscidae. Loài này được Brian miêu tả khoa học năm 1952.